# 王承绪
王承绪（1912年6月—2013年11月19日），男，江苏张家港人，中国教育学家。

## 生平
王承绪是江苏省张家港市南沙镇人。1936年，毕业于浙江大学教育系，留学英国伦敦大学教育学院攻读硕士。回国到浙大任教，历任教授、教育系主任。1946年11月，作为中国代表团秘书参加在巴黎举行的联合国教科文组织成立大会。1951年2月加入中国民主同盟，1983年4月加入中国共产党。后任浙江省第五、六届政协副主席。1980年至1992年在担任联合国教科文组织亚太教育合作咨询委员会委员期间，多次出访亚太各国，研究各国教育，广交教育界朋友。1991年起享受国务院特殊津贴。1993年获伦敦大学教育学院荣誉院士称号。2003年获联合国教科文组织亚太地区教育革新终身成就奖。
2004年被省侨办、省侨联授予“浙江省归国归侨侨眷先进个人”荣誉称号。2009年获浙江大学教师最高荣誉“竺可桢奖”。2010年获中国高等教育学会“高等教育科学研究特殊贡献奖”。
2013年11月王承绪逝世后，中共中央总书记习近平等中央政治局常委、原党和国家领导人胡锦涛、周永康等表示吊唁。

## 著作
编译和出版了《外国教育论著选》、《比较教育》、《现代西方资产阶级教育流派》等著作。